# Poliobrya
Poliobrya is een geslacht van vlinders van de familie uilen (Noctuidae), uit de onderfamilie Hadeninae.

## Soorten
- P. mesoglauca Püngeler
- P. patula Püngeler, 1906